# 平齐郡
平齐郡，南北朝时期设置的行政区。
北魏魏献文帝皇兴三年（469年）置平齐郡，属司州。安置平定青齐的民户，下辖怀宁县、归安县。治所在今山西大同市西15公里，后徙治今山西朔州市东南25公里夏官城村。辖境相当今山西省大同、朔州、左云县、山阴县等市县地。魏孝文帝太和十七年（493年）之后不久废平齐郡，地入代郡。